# Macropholidus
Macropholidus — рід ящірок родини гімнофтальмових (Gymnophthalmidae). Представники цього роду мешкають в Еквадорі і Перу.

## Види
Рід Macropholidus нараховує 5 видів:
- Macropholidus annectens Parker, 1930
- Macropholidus ataktolepis Cadle & Chuna, 1995
- Macropholidus huancabambae (Reeder, 1996)
- Macropholidus montanuccii Torres-Carvajal, Venegas & Nunes, 2020[3]
- Macropholidus ruthveni Noble, 1921

## Етимологія
Наукова назва роду Macropholidus походить від сполучення слів дав.-гр. μακρος — довгий і φολις — рогова луска.